# Andries Hudde
Andries Hudde (Kampen, 1608 - New Castle County, 1663) was een landeigenaar en een koloniaal bestuurder van Nieuw-Nederland.

## Biografie
Andries Hudde werd in Kampen geboren als de zoon van Hendrick Hudde en Aeltje Schinkels. Hij vertrok in 1629 naar de Nieuwe Wereld en kocht daar in 1636 samen met Wolphert Gerretse land aan dat was gelegen tussen Flatbush en Flatlands. Tussen 1633 en 1635 diende hij onder directeur Wouter van Twiller in de bestuursraad van Nieuw-Nederland. Hij diende tevens als landmeter-generaal voor de kolonie tussen 1642 en 1647 en ook als voorleser. Vervolgens diende Hudde ook als commissaris van Fort Nassau. Hij overleed in 1663 in Delaware terwijl hij onderweg was naar Maryland om een brouwerij te openen.